# 東京防災

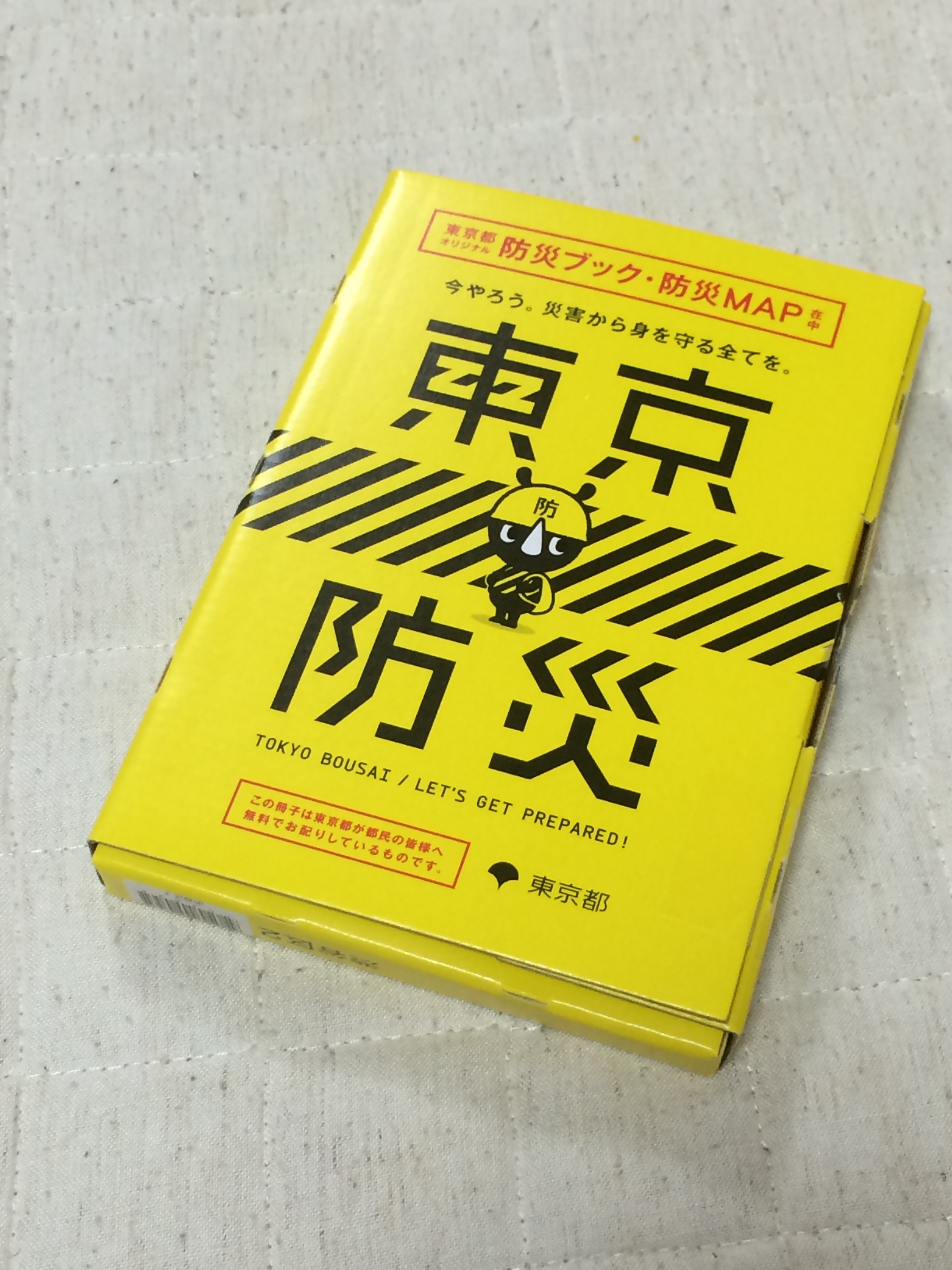
『東京防災』

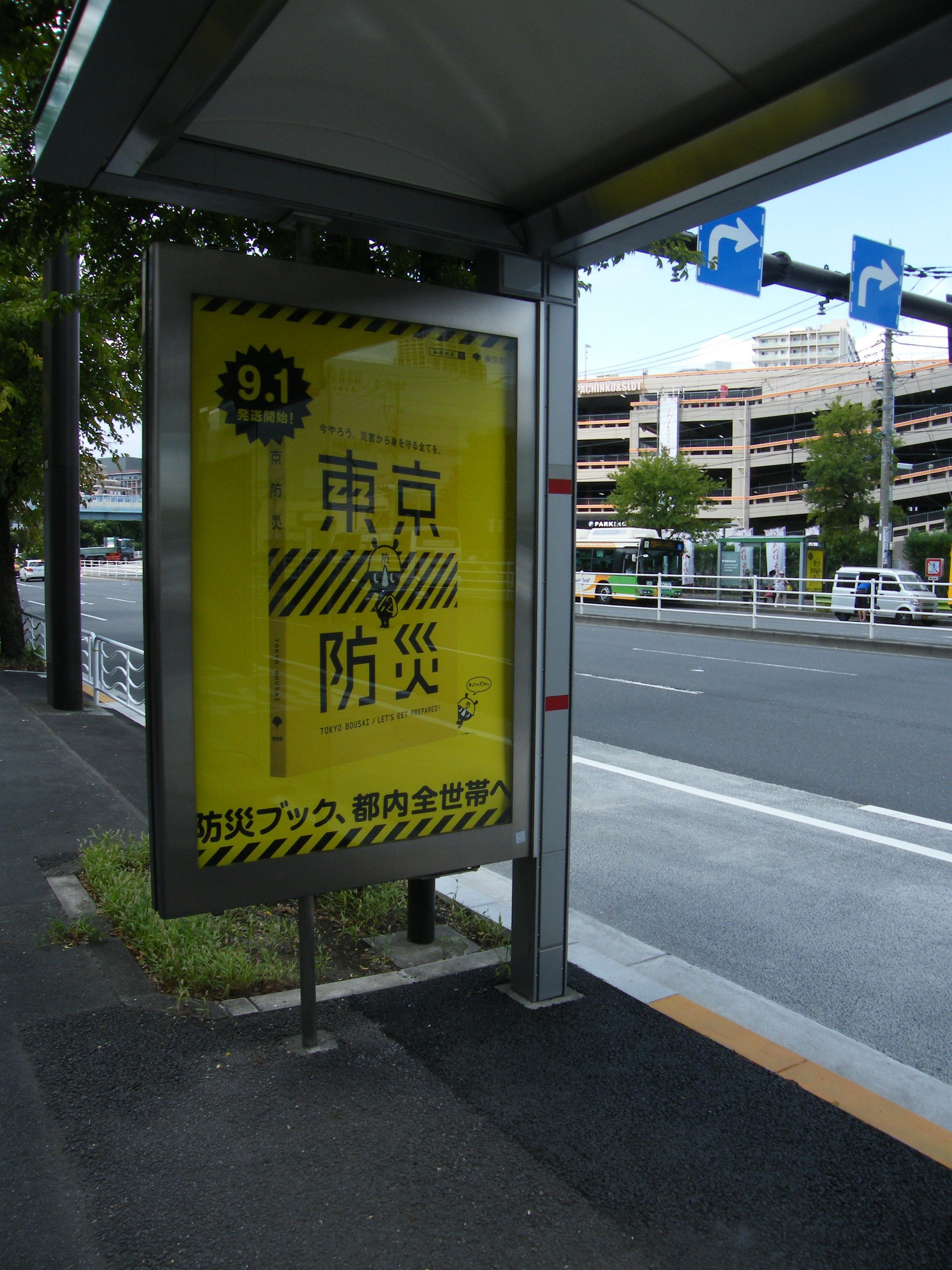
『東京防災』の広報ポスター

『東京防災』（とうきょうぼうさい）は、東京都総務局総合防災部が東京都内の全世帯に配布した防災用のハンドブックである。

## 概要
今後、東京を襲う可能性がある南関東直下地震（首都直下地震）などの災害への対策について書かれた本である。アートディレクションは太刀川英輔が担当し、B6判338ページのガイドブックのほか、都内各特別区および各市町村内の居住区域に合わせた避難地図、ドアや玄関ポストに貼るための「ACTION東京防災ステッカー」が同封されている。2015年9月1日から順次、東京都内の各世帯に配布された。750万部が作成され、その印刷、郵送に20億4000万円がかかった。
なお、ガイドブックの内容についてはPDF形式で東京都の公式ウェブサイトにて無料で閲覧でき、さらに多言語対応として英語版、中国語版（簡/繁）、韓国語版も提供されている。2016年に韓国で発生した慶州地震の際には韓国語版がインターネットにて話題となり、韓国のニュースでも取り上げられた。
巻末にはかわぐちかいじによる漫画『TOKYO X DAY』が掲載された。
配布開始前に冊子には若干の記載ミスがあることが発覚していた。災害時に配慮が必要な人である障害者、妊婦などを表すシンボルマークを記載したページの題名を、障害者に関するシンボルマークとした誤りがあり、シールを貼るなどして修正すると4億円かかるため、誤植を直すことなくそのまま発送することとした。
発行当時の東京都知事であった舛添要一は、この書籍の位置づけを「スイス政府が国民に対して配布している『民間防衛』の災害版」と表現している。
マスコットキャラクター「防サイくん」も制定した。
2015年11月16日より販売を開始し、企業や東京都外の住民でも入手することが可能となった。2019年10月時点で、市販版は約62万部を売り上げている。
2018年3月1日からリリースされた『東京都防災アプリ』でも、このガイドブックを閲覧することができるようになった。
2023年9月1日、関東大震災から100年の節目を契機とした自助・共助の更なる促進を図ることから、内容をリニューアルし、同日に電子版を公開した。同年11月1日、ガイドブック2冊セット『東京くらし防災』『東京防災』が2024年3月末までに東京都内の全世帯に配布された。

## マスコットキャラクター
防サイくん
サイの姿をしたキャラクター。東京都の生まれ育ち。年齢は3歳の子供。
好奇心旺盛な性格であるもの、臆病すぎるところが玉に瑕でもある。
興味は防災。様々な防災アクションもお茶の子であり、好きなアクションは「机の下に隠れる」。「今やろう。」が口癖である。
このハンドブックが配布されてからは、『東京都防災ホームページ』や『東京都防災アプリ』のアイコンやアプリ内等にも起用されている。
2019年11月にはハローキティとのコラボレーションによる絵本『ハローキティのおしえて!防サイくん』を70万部作成し、東京都内の約5500か所の施設にて無料配布を開始した。
東京都内で開催される関連イベントにも着ぐるみで随時登場する。